# Oxypetalum montanum
Oxypetalum montanum é um gênero de plantas com flores. Foi descrito pela primeira vez por Carl Friedrich Philipp von Martius .  Oxypetalum montanum pertence ao gênero Oxypetalum e à família Apocynaceae.

## Ocorrência
Planta nativa e endêmica do Brasil, com ocorrência confirmada nos estados da Bahia e Minas Gerais. Habita os domínios fitogeográficos da Caatinga, Cerrado e Mata Atlântica, sendo associada a ambientes de campo rupestre.

## Morfologia
Subarbustos volúveis, com ramos hirsutos, às vezes vilosos ou glabrescentes. As folhas têm lâminas oblongas a oblongo-lanceoladas, com 2,5-5 cm de comprimento, ápice acuminado ou mucronado, base truncada ou subcordada e margens revolutas; pecíolos medem 0,5-0,8 cm e são vilosos a glabrescentes. Inflorescências subaxilares, do tipo cimeira corimbiforme, com 3-21 flores, pedúnculo mais curto que as folhas e viloso. Flores de corola alvo-esverdeada ou amarelada, campanulada, com tubo de 1-2 mm e lobos linear-lanceolados de 7-9 mm, eretos a reflexos, torcidos, pubescentes ou glabrescentes na face abaxial e glabros ou papilosos na adaxial. Corona com lobos ovado-alongados, inteiros ou trilobulados, às vezes com apêndices carnosos; ginostégio séssil, com anteras subtriangulares. Polinário com retináculo linear, caudículas horizontais ou descendentes, e polínios subovados. Apêndice estilar rostrado e profundamente bífido. Fruto fusiforme, de 7-7,5 cm, viloso, com sementes ovadas, verrucosas e comosas.